# 真倉駅
真倉駅（まぐらえき）は、京都府舞鶴市真倉にある、西日本旅客鉄道（JR西日本）舞鶴線の駅である。
隣の梅迫駅とは7.3kmあり、舞鶴線内では駅間距離が最も長い。

## 歴史
- 1929年（昭和4年）6月1日：国有鉄道舞鶴線の梅迫駅 - 舞鶴駅（現 西舞鶴駅）間に中筋信号場として開設される[1]。
- 1948年（昭和23年）4月：駅格上げの請願が行われる。
- 1949年（昭和24年）3月1日：駅施設を着工する（仮駅名は「中筋駅」であった）。
- 1951年（昭和26年）9月1日：中筋信号場を駅に格上げし、真倉駅として開業する[2]（貨物扱いの無い旅客駅）。
- 1952年（昭和27年）8月31日：駅前広場にて「真倉駅一周年踊り大会」が開催される。
- 1972年（昭和47年）：駅の無人化計画に対して反対運動が起こり、「真倉駅合理化問題対策委員会」が組織される。
- 1973年（昭和48年）4月1日：荷物扱い廃止[3]。駅員無配置駅となるが[4]、運転扱い要員は継続配置[5]。
- 1979年（昭和54年）
  - 3月8日：運転扱い要員の配置が無くなり、完全に無人化される。
  - 12月：跨線橋の供用を開始する。
- 1987年（昭和62年）4月1日：国鉄分割民営化により西日本旅客鉄道の駅となる[1]。
- 1991年（平成3年）4月1日：舞鶴鉄道部が発足し、同鉄道部の管轄となる。
- 1999年（平成11年）10月：駅舎を撤去し、跡地を駐車場とする。[6]
- 2006年（平成18年）7月1日：舞鶴鉄道部廃止に伴い福知山支社直轄に戻され、西舞鶴駅の被管理駅となる。
- 2012年（平成24年）3月17日：ダイヤ改正に伴い、一部の普通列車が通過となる[7]（2013年3月16日、快速列車に改称）。
- （時期不明）：管理駅が西舞鶴駅から綾部駅へ移転したことにより、綾部駅の被管理駅となる。
- 2021年（令和3年）3月13日：ダイヤ改正により快速の設定が無くなり、普通列車が全停車となる[8]。
- 2022年（令和4年）
  - 6月1日：管理駅が綾部駅から福知山駅へ変更となる。
  - 10月1日：組織改正により、近畿統括本部福知山管理部の管轄となる。

## 駅構造
相対式ホーム2面2線を有し、行違い設備を備えた地上駅である。駅舎はかつては設置されていたが撤去された。敷地外から直接ホームに入る動線となっており、各ホームにそれぞれ出入口が設けられている。なお、互いのホームは跨線橋で連絡している。
福知山駅管理の無人駅で、自動券売機やトイレは設置されていない。

### のりば
| のりば | 路線   | 方向 | 行先               |
| ------ | ------ | ---- | ------------------ |
| 1      | 舞鶴線 | 下り | 西舞鶴・東舞鶴方面 |
| 2      | 舞鶴線 | 上り | 綾部・福知山方面   |

## 利用状況
JR西日本の移動等円滑化取組報告書によれば、2023年度の1日当たりの利用者数は28人。京都府統計書によると、1日の平均乗車人員は以下の通りである。利用者数は舞鶴線内で最も少ない。
| 年度               | 1日平均 乗車人員 |
| ------------------ | ---------------- |
| 1999年（平成11年） | 16               |
| 2000年（平成12年） | 8                |
| 2001年（平成13年） | 14               |
| 2002年（平成14年） | 22               |
| 2003年（平成15年） | 14               |
| 2004年（平成16年） | 16               |
| 2005年（平成17年） | 14               |
| 2006年（平成18年） | 14               |
| 2007年（平成19年） | 14               |
| 2008年（平成20年） | 11               |
| 2009年（平成21年） | 11               |
| 2010年（平成22年） | 11               |
| 2011年（平成23年） | 11               |
| 2012年（平成24年） | 11               |
| 2013年（平成25年） | 22               |
| 2014年（平成26年） | 27               |
| 2015年（平成27年） | 22               |
| 2016年（平成28年） | 25               |

## 駅周辺
駅に沿って国道27号が通る。国道側にはコンクリート圧送業の事業所があり、国道沿いの所々に商店がある。駅前広場はその反対側にあり、駅前を通る道路に沿って伊佐津川が流れる。駅付近は山間の集落となっているが、民家の数は少ない。
- 紫竹山稚児ヶ滝不動明王
- 新近畿ポンプ - コンクリート圧送業
- 京山 京都北支店
- 京都府立舞鶴支援学校
- 国道27号
- 京都府道27号池辺京田線
- 舞鶴若狭自動車道舞鶴西IC
- 京都交通「真倉駅前」停留所（真倉線）
- 伊佐津川

## 隣の駅
西日本旅客鉄道（JR西日本）
 舞鶴線 
梅迫駅 - 真倉駅 - 西舞鶴駅